# Suizhou
Suizhou (chinês tradicional: 隨州, chinês simplificado: 随州, pinyin: Suízhōu), antigamente Sui County (chinês tradicional: 隨縣, chinês simplificado: 随县, pinyin: Suí Xiàn), é uma prefeitura com nível de cidade na província de Hubei, na China.